# Чаюн, Даниил Викторович
Данил Викторович Чаюн (род. 3 ноября 1992 в Барнауле) — российский спортсмен (спортивная аэробика), 4-кратный чемпион мира, мастер спорта России международного класса, кандидат педагогических наук, доцент кафедры технологий физкультурно-спортивной деятельности, член научно-методического совета Всероссийской федерации по спортивной аэробике.

## Биография
Родился в Барнауле. С 1999 года в возрасте 6 лет стал заниматься спортивной аэробикой. С 2001 году тренировался у Грининой Натальи Константиновны. После окончания школы поступил в СибГУФК на кафедру теории и методики гимнастики. В 2014 году окончил бакалавриат, а в 2016 магистратуру с красным дипломом.

## Семья
Жена, Чаюн Евгения Сергеевна, чемпионка мира и мастер спорта России международного класса по спортивной аэробике. Сын Артем.

## Спортивная деятельность
В 2005 году под руководством Грининой Натальи Константиновны Чаюн Данил стал победителем Первенства Европы в возрастной категории 12-14 лет (г. Коимбра, Португалия), а в 2009 году бронзовым призёром Первенства Европы в возрастной категории 15-17 лет (г. Либерец, Чехия).
С 2010 по 2018 год являлся членом сборной команды России по спортивной аэробике.
В 2020 году Данилом Викторовичем оформлен «Зал Славы сборной команды России по спортивной аэробике», в который вошли все спортсмены, успешно представляющие нашу страну на крупных международных чемпионатах с 1995 по 2020 годы.

## Научная деятельность
В 2019 году окончил аспирантуру Тюменского государственного университета и прошел предзащиту диссертации на соискание ученой степени кандидата педагогических наук.
В 2020 успешно защитил диссертацию на тему «Моделирование персональной подготовки в спортивной аэробике на основе мониторинговых исследований».

## Звания
- Приказом Минспорттуризма РФ от 29 февраля 2008 года № 26-П присвоено спортивное звание «Мастер спорта России»
- Приказом Минспорттуризма РФ от 26 декабря 2012 года № 72-нг присвоено спортивное звание «Мастер спорта России международного класса».

## Награды
- 2018 г. — Награждён званием «Ты — гордость ТюмГУ» от ректора В. Н. Фалькова
- 2018 г. — Победитель конкурса «Спортивная элита Тюменской области» в номинации «Лучший спортсмен по видам спорта, не входящим в программу Олимпийских игр»
- 2017 г. — Победитель конкурса «Спортивная элита Тюменской области» в номинации «Лучший спортсмен по видам спорта, не входящим в программу Олимпийских игр»
- 2017 г. — награждён стипендией Губернатора Тюменской области В. В. Якушевым
- 2015 г. — Лауреат Российской национальной премии «Студент года 2015» г. Самара
- 2013 г. — награждён стипендией Губернатора Омской области В. И. Назаровым
- 2013 г. — Благодарность Министра спорта РФ В. Л. Мутко за успешное выступление на IX Всемирных играх 2013 года (г. Кали, Колумбия)
- 2013 г. — Победитель конкурса «Лучший спортсмен СибГУФК»

## Интервью и публикации
- Сборы для детей «GYMmaster» глазами корреспондентов «Спортивной арены»
- Семья года — 2020
- ЗАРЯДКА ЧЕМПИОНОВ — «Утро с Вами» 27.06.2018
- Данил и Евгения Чаюн в гостях программы «Утро с вами» телеканала «Тюменское время»
- Победители конкурса «Семья года» рассказали о семейных ценностях
- Тюменская молодая семья вошла в число победителей Всероссийского конкурса «Семья года — 2020»
- Данил Чаюн стал победителем Всероссийского конкурса молодых преподавателей вузов России
- Один из лучших среди молодых преподавателей
- ЛЮБОВЬ, СПОРТ И СЕМЬЯ
- Тюменец Данил Чаюн завоевал золото Всемирных игр по спортивной аэробике
- Чаюн Данил Викторович